# 蔡家华
蔡家华（1965年6月—），安徽霍山人，汉族，中国共产党党员，中华人民共和国政治人物。

## 生平
1988年7月毕业于中山大学中文系汉语言文学专业，毕业后历任东莞市人事局办公室办事员、科员、政策法规科副科长、办公室副主任、主任、东莞市委督查室副主任、主任、东莞市委副秘书长。2008年8月开始，担任东莞市沙田镇党委副书记、镇长。
2010年4月，作为广东省第六批援藏干部，担任中共东莞市委副秘书长、中共林芝县委书记。2013年6月，任广东省发展改革委员会党组成员，广东省援藏援疆办副主任，广东省第七批援藏工作领队，中共林芝地（市）委副书记、林芝地区行政公署（林芝市人民政府）常务副专员（副市长）。
2016年7月，广东省第七批援藏干部结束援藏，任中共佛山市委常委。2016年8月，接替黄志豪任佛山市人民政府常务副市长、党组副书记。
2021年3月，任江门市政协主席，2022年1月卸任。